# 威廉·佩特森 (銀行家)
威廉·佩特森爵士（英語：Sir William Paterson，1658年4月—1719年1月22日）是一位蘇格蘭商人和銀行家。他出生於蘇格蘭鄧弗里斯-加洛韋廷瓦爾德，逝世於英格蘭倫敦西敏。

## 生平

### 早期
威廉·佩特森出生在他父母於蘇格蘭廷爾韋德其中一區Skipmyre的農舍，佩特森隨父母一起生活直到他十七歲。他年輕時移居到布里斯托爾接受教育，但後來他遠渡重洋到了北美洲波士頓，跟一位長老會牧師的寡婦伊麗莎白·端納結婚。他又移民到了巴哈馬，並在這裡第一次構思了達連計劃，這個計劃得名於巴拿馬的達連省，它力圖為獨立的蘇格蘭王國在海外建立殖民地，使其建立貿易網絡。威廉·佩特森計劃在巴拿馬地峽建立一塊殖民地，協助遠東地區的貿易活動。

### 事業
威廉·佩特森回到了歐洲，他企圖説服名義上由詹姆斯二世統治的的英格蘭政府資助達連計劃，但英格蘭政府拒絕了佩特森的提案。佩特森為實現自己的理想，先後去了歐洲大陸的神聖羅馬帝國和荷蘭共和國分別提請自己的殖民巴拿馬的方案，兩國政府對他的計劃不感興趣，結果還是無功而還。
後來佩特森無奈地回到倫敦，不過他開始走運了：他透過泰勒商業公司在西印度的貿易活動發了財。1694年，他創辦了英倫銀行，他發行了一本小冊子《一個關於成立英倫銀行的解釋簡述》提倡成立英倫銀行作為英格蘭政府的銀行家。他建議民間籌資120萬鎊給英格蘭政府，參與出資的投資者被賦予發行債券的特權，作爲對他們的回報。佩特森建立英倫銀行的建議之所以能夠獲採納，在於英國正苦於跟法國路易十四開戰，急需大量資金支持曠日持久的戰事。1694年7月27日，英倫銀行獲得皇家特許狀。
佩特森回到久違了家鄉蘇格蘭，他首先到了首都愛丁堡，因爲他被允許説服蘇格蘭政府執行達連計劃，並對計劃在1695年成立蘇格蘭銀行的構想產生影響，這銀行將成為蘇格蘭王國的中央銀行。佩特森等待多年的理想終于在1698年實現，他跟隨遠征巴拿馬的蘇格蘭殖民者出發，然而這次遠征的結果卻是災難性的，殖民者抵受不了當地的氣候和熱病，不少人死于當地。那些死亡者包括佩特森的妻兒，極少人連同身染重病的佩特森在内僥幸地存活，他於1699年12月逃回蘇格蘭。他積極參與有關英格蘭和蘇格蘭合併的活動，推動了《1707年聯合法案》的通過。佩特森選擇在西敏度過生命最後的日子，1719年1月於當地逝世。有關佩特森的葬地仍然是一個謎，大多相信（包括英倫銀行的官方説法）他下葬在鄧弗里斯-加洛韋的新修道院村的甜心修道院内。

## 貨幣思想
威廉·佩特森是一名紙幣論者，他主張可在一定的額度内發行以政府證券為擔保的紙幣，儘管已貴金屬保證紙幣價值的金本位制仍需保留。英倫銀行透過貸款給英格蘭政府，獲得了貨幣發行權。為這些貨幣作支付能力擔保的就是英格蘭政府的信用，這種不太健全的貨幣思想啓發了晚輩約翰·羅，後者不但主張國家全面採用紙幣，還加入了使用土地和貴金屬作紙幣價值擔保的元素，當然更重要的是他吸納了威廉·佩特森創辦英倫銀行兼扮演英格蘭中央銀行的經驗，他在法國也“複製”了這計劃，建立了法蘭西皇家銀行。
馬克思研究經濟史的時候，對威廉·佩特森評論道：“真可以稱爲羅一世。”

## 著作
- 《建議書和建立貿易理事會的理由》（1701年）[4]，一個有關建立蘇格蘭貿易理事會以刺激蘇格蘭經濟和貿易的計劃，部分地討論了廢除出口稅。
- 《一份關於在達連建立殖民地，並幫助印第安人對抗西班牙及對南美洲所有民族開放貿易的建議書》（1701年）[5]，一個倡議達連計劃的寬闊版本，意圖在中南美洲進行自由貿易。
- 《星期三俱樂部對聯合的討論》（1706年）[6]，一系列虛構的對話，佩特森借此談論自己對英蘇合併的意念。佩特森認爲萬一蘇格蘭跟英格蘭統一，蘇格蘭必須獲得同等的稅收權力、自由貿易和國會内合比例的議席數目。

## 外部連結
- Great Scotsmen - William Paterson
- Famous Scots - William Paterson （页面存档备份，存于）
- The Darien Venture, Dr Mike Ibeji (BBC) （页面存档备份，存于）